# Kiili
Kiili (em estoniano:  Kiili vald) é um município rural estoniano localizado na região de Harjumaa.